# Собекнеферу
Собекнеферу је била египатска жена-фараон из Дванаесте египатске династије. Име у преводу значи „лепота - Собек“. Неки научници тврде да је била кћи фараона Аменемхета IV. Манетон тврди да је била сестра Аменемхета IV. Она је прва позната жена-владар Египта, иако постоје тврдње да је њена претходница могла бити Нитокрис из Шесте египатске династије.
Аменемхет IV је највероватније умро без мушког наследника. Као последица тога, ћерка Аменемхета III је преузела египатски престо. Према Торинском краљевском канону, владала је 3 године, 10 месеци и 24 дана. Крај њене владавине је означио крај египатске дванаесте и почетак Тринаесте египатске династије.

## Владавина
Није позната по бројним споменицима, иако су многе од њених статуа (без главе), укључујући једну где се спомиње као краљева кћи, пронађене у Гезеру. Позната је по томе што је надоградила загробни комплекс Аменемхета III у Хавару (названлавиринтод стране Херодота) те у Хераклеополису Магни направила фини краљевски печат с именом и титулом, који се данас чува у Британском музеју. Нилски графит у нубијској тврђави Кум спомиње велику поплаву (висина 1,83 м) у трећој години владавине. Њени споменици је чешће повезују с Аменемхетом III него са Аменемхетом IV, што потврђује теорију да је била кћи Аменемхета III, а можда тек полусестра Аменемхета IV. Дански египтолог Ким Рихолт примећује како се у савременим изворима нигде не спомиње да је користила титулу „Краљичина или краљева сестра“ - само „Краљева кћи“ - што потврђује ову хипотезу.
Гроб јој није пронађен нити идентификован, иако је могла бити покопана у комплексу пирамида у Мазгхуни, северно од сличног комплекса приписаног Аменемхету IV. Место звано Секхем-Нефер је споменуто у папирусу пронађеном у Харагеху. Неки египтолози тврде да би то могао бити назив њене пирамиде.